# Jan Kubáček
Jan Kubáček (* 12. října 1981, Turnov) je český politolog, specializující se na politický management, politickou komunikaci a volební marketing, je autorem několika odborných knih a cvičebnic, desítek studií a popularizačních článků.

## Životopis
Vystudoval Filozofickou fakultu Univerzity Karlovy v Praze.
Přednáší nepravidelně na řadě odborných institutů, v České republice i zahraničí. V letech 2001 - 2004 předsedal sdružení POLIS (Politologické uskupení studentů politických věd, i-Polis), kde je od roku 2004 čestným předsedou. Toto profesní sdružení se věnuje popularizaci a kultivaci politických věd, přednáškám a seminářům.
Od roku 2012 působí v rámci specializované konzultační kanceláře PR&MEDIA PARTNERS věnující se odborné analýze legislativy, poradenství a publikační činnosti. Konzultuje a odborně lektoruje pro privátní a veřejný sektor v ČR i zahraničí - v oblasti politického managementu, komunikace institucí a úředníků, politické psychologie, politického marketingu, strategií volebních kampaní a politického plánování a analýzy.
V roce 2013 vedl odborný politologicko-sociologický tým, který pro Radu pro rozhlasové a televizní vysílání (RRTV) posuzoval volební model využívaný Českou televizí a Českým rozhlasem pro zvaní svých hostů do předvolebních pořadů. Výsledkem těchto analýz bylo doporučení zavést metodu tzv. volebního mínění . Česká televize posléze aplikovala princip volebního potenciálu, jak pro organizaci, tak pro prezentaci předvolebních průzkumů v rámci předvolebních debat při sněmovních volbách v roce 2013.
V listopadu 2010 oznámil svůj přechod z pozice nezávislého politologa a analytika do "administrativy" a stal se vedoucím poradců ministra vnitra, vicepremiéra a tehdejšího předsedy strany Věci veřejné Radka Johna pro tematiku protikorupční strategie a reformních opatření v českém politickém systému - zákon o obecném referendu, z. o konstruktivním vyjádření nedůvěry, rozšíření kontrolních pravomocí NKÚ a zákon o veřejných zakázkách. Této práci, z pozice nestraníka, se věnoval do konce roku 2011.
Od roku 2012 opět působí jako analytik a poradce pro politické strategie, jak pro zahraniční partnery, tak i tuzemský veřejný sektor. Nedávno vydal u nakladatelství Grada monografii věnovanou politickému managementu a volební komunikaci s podtitulem Slovník politického managementu a volebního marketingu. Za tuto knihu obdržel Cenu poroty za výkladový slovník roku 2013 .
V roce 2015 se spoluautorsky podílel na publikaci Marketingová komunikace a Public Relations: výklad pojmů a teorie oboru vydané nakladatelstvím KAROLINUM.
Své analýzy zpracovává rovněž pro česká média, i zahraniční sdělovací prostředky a tiskové agentury - například pro Le Monde , Thomson Reuters, DPA, ORF, Gazetu Wyborczu, NEWSWEEK Polska, TA3 , Hospodárske noviny, deník Pravda a další.

## Zaměření
Ve své pedagogické a analytické činnosti se zejména zaměřuje na oblast politického managementu, komunikaci veřejných institucí a úřadů, vybrané oblasti politického a volebního marketingu, politické psychologie a sociologie, politické komunikace. Rovněž se zajímá o autoritativní režimy a fenomén politické manipulace, spin doctoring a politické strategie a analýzy.

## Publikace
- Marketingová komunikace a Public Relations: výklad pojmů a teorie oboru, KAROLINUM, Praha 2015 (kol. autorů).
- Odborný sociologicko-politologický posudek volebního modelu,na jehož základě Česká televize zvala hosty do předvolebního pořadu Otázky V. Moravce Speciál a Český rozhlas do pořadu M. Veselovského pro zadavatele – Radu pro rozhlasové a televizní vysílání
- Slovník politického managementu a volebního marketingu, GRADA, Praha 2012 (oceněn Cenou poroty 2013).
- Tematika Evropské unie a evropské politiky ve volební komunikaci českých politických stran - fenomén europeizace ve volebních programech a marketingu českých politických stran od roku 1989 (in: M. Brunclík; Z. Klíč (eds.)): Z periferie do centra Evropy - 20 let vývoje vztahu ČR k EU, Cevro Institut, Praha 2009.
- Volební právo – minulost, současnost a budoucnost (kol. autorů) (v tisku)
- Testy – Politologie a mezinárodní vztahy (spoluautor V. Nekvapil), Nakladatelství FRAGMENT, Praha 2008.
- Nástup aktivistického politického stylu – výzva pro konsenzuální politiku (in: V. Srb; P. Hirtlová (eds.)): Radikalismus a jeho projevy v současném světě, Nezávislé centrum pro studium politiky, ARC-Vysoká škola politických a společenských věd, Kolín 2007.
- Témata - Všeobecný přehled (kol.autorů), Nakladatelství FRAGMENT, Praha 2007 (II. aktualizované a rozšířené vydání - 2013).
- Testy - Všeobecný přehled (kol.autorů), Nakladatelství FRAGMENT, Praha 2007 (II. aktualizované a rozšířené vydání - 2013).
- Filozofické repete, nakladatelství AMOS, Praha 2008.
- Politologie. Mezinárodní vztahy, teritoriální a evropská studia, nakladatelství AMOS, Praha 2006 (II. vydání – 2006; III. aktualizované a rozšířené vydání - 2007).
- Volby 2006 z pohledu politického marketingu (in: P. Hirtlová; V. Srb (eds.)): České volební principy v proměnách času, Nezávislé centrum pro studium politiky, ARC-Vysoká škola politických a společenských věd, Kolín 2006.
- Politologický almanach (ed.), Univerzita Karlova v Praze Filozofická fakulta, Praha 2005.
- Politologie a mezinárodní vztahy (spoluautor V. Nekvapil), nakladatelství a vydavatelství TUTOR, Praha 2003 (II. vydání – 2005).
- Témata všeobecného přehledu (kol.autorů), nakladatelství a vydavatelství TUTOR, Praha 2003 (II. vydání – 2005).
- Testy všeobecného přehledu (kol.autorů), nakladatelství a vydavatelství TUTOR, Praha 2003 (II. vydání – 2005).
- Středoevropská vize (in: P. Kolesár (ed.): Česko-slovenské vztahy deset let po rozpadu federace, Mezinárodní politologický ústav, Brno 2003.
- Česká strategie v Evropské unii; Postmoderní puberta; Supervolební rok 2002 – trendy do budoucna (in: A. Lisa (ed.): Sborník politologický VI. – Evropská unie: naděje a rizika rozšíření, nakladatelství Oeconomica, Praha 2003.
- Tematika Evropské unie v programech českých parlamentních stran (in: L. Šandor (ed.): Slovensko v zrkadle Európskej únie – transformácia postkomunistických krajín a priebech ich prístupového procesu do Európskej únie, vydavateľstvo Michala Vaška, Prešov 2002.
- Pravidelně přispívá do měsíčníku Mezinárodní politika, týdeníku RESPEKT, deníku E15, deníku Mf DNES, deníku Lidové noviny, časopisu Marketing a média, CEVROrevue, časopisu SOCIETAS a dalších specializovaných periodik a internetových portálů.